# 狂騒輪舞曲
「狂騒輪舞曲」（きょうそうロンド）は、ELEKITER ROUND 0の6枚目のミニアルバム。2014年3月26日にマリン・エンタテインメントから発売された。

## 音楽性
1曲目「狂騒輪舞曲」は、立花が作詞を手掛けたアルバムと同タイトルのノスタルジックな曲。制作時は「謎めいたフレーズ」が入る個所を考えていたという。
PVは前作『顔無紳士』と本作とで前後編を構成しており、ゲストとして櫻井孝宏が参加している。なお演出はサイレントムービー的な感じに仕上がっている。

## リリース
2014年3月26日にマリン・エンタテインメントから発売された。ELEKITER ROUND 0のアルバムとしては前作『顔無紳士』から1か月でのリリースとなる。
販売形態は、豪華盤（MMCC-4381）と通常盤（MMCC-4382）の2種リリースで、豪華盤には「狂騒輪舞曲」のPVとメイキング映像を収録したDVDが同梱されている。なお初回限定盤、通常盤ともにボーナストラックとしてデュエット曲のソロバージョンが収録されている。

## 収録曲
| #         | タイトル                           | 作詞             | 作曲      | 編曲      | 時間  |
| --------- | ---------------------------------- | ---------------- | --------- | --------- | ----- |
| 1.        | 「狂騒輪舞曲」                     | 立花慎之介       | 川越好博  | 川越好博  | 4:20  |
| 2.        | 「白い雪の花」                     | 日野聡           | 西岡和哉  | 西岡和哉  | 5:16  |
| 3.        | 「月の砂漠のジプシー」             | tadd             | 西岡和也  | 西岡和也  | 4:32  |
| 4.        | 「Butterfly Cry」                  | ワタナベカズヒロ | JUN2      | JUN2      | 3:18  |
| 5.        | 「狂騒輪舞曲 (日野ver.）」         | 立花慎之介       | 川越好博  |           | 4:20  |
| 6.        | 「狂騒輪舞曲（立花ver.）」         | 立花慎之介       | 川越好博  |           | 4:20  |
| 7.        | 「白い雪の花（日野ver.）」         | 日野聡           | 西岡和哉  |           | 5:16  |
| 8.        | 「白い雪の花（立花ver.）」         | 日野聡           | 西岡和哉  |           | 5:16  |
| 9.        | 「月の砂漠のジプシー（日野ver.）」 | tadd             | 西岡和也  |           | 4:32  |
| 10.       | 「月の砂漠のジプシー（立花ver.）」 | tadd             | 西岡和也  |           | 4:32  |
| 11.       | 「Butterfly Cry（日野ver.）」      | ワタナベカズヒロ | JUN2      |           | 5:29  |
| 12.       | 「Butterfly Cry（立花ver.）」      | ワタナベカズヒロ | JUN2      |           | 5:26  |
| 合計時間: | 合計時間:                          | 合計時間:        | 合計時間: | 合計時間: | 58:53 |

| #  | タイトル                             | 作詞 | 作曲・編曲 |
| -- | ------------------------------------ | ---- | ---------- |
| 1. | 「狂騒輪舞曲」(プロモーションビデオ) |      |            |
| 2. | 「狂騒輪舞曲」(PVメイキング映像)     |      |            |